# سامي سكايت
سامي سكايت (بالدنماركية: Sammy Skytte) هو لاعب كرة قدم دنماركي في مركز الوسط، ولد في 20 فبراير 1997 في الدنمارك في مملكة الدنمارك. شارك مع منتخب الدنمارك تحت 21 سنة لكرة القدم. أما مع النوادي، فقد لعب مع نادي ميتييلاند.

## وصلات خارجية
- سامي سكايت على موقع قاعدة بيانات كرة القدم.إي يو (الإنجليزية)
- سامي سكايت على موقع Soccerway.com (الإنجليزية)
- سامي سكايت على موقع عالم كرة القدم.نت (الإنجليزية)